# Пікометр
Пікометр (скорочення пм, міжнародне pm) — частинна одиниця вимірювання відстані, яка дорівнює 10-12 метрів (0,000 000 000 001 м).
- Діаметр ядра атома: приблизно 0,001 пм.
- 2,4 пм — Комптонівська довжина хвилі електрона.
- Діаметр атома: від 50 пм до 200 пм.
- Віддаль між атомами в молекулах і твердих тілах: від 100 пм до 300 пм.
- 100 пм = 1 анґстрем.